# Metaplazmus
- A metaplazmus lehet retorikai alakzat. A neoretorikában a metabolák egyik fajtája. A szavakon belüli morfológiai változások elnevezése. Ezek a változások lehetnek a hangformát, az írásképet érintőek, lehetnek például archaizáló formák, szándékos tipográfiai eltérések (metatézis). A klasszikus grammatika szerint ezek a világos hangzás, a szavak pontos megjelenése elleni vétségek, azaz barbarizmusok. Az adjekciós metaplazmus típusai: protézis, dierézis, affixáció, epentézis, kontamináció, kettőzés, hangnyújtás (emfatikum), rím, alliteráció, asszonánc, paronomázia. A detrakciós metaplazmus típusai: aferézis, apokopé, szinkopé, szinerézis, deleáció. Immutációs metaplazmusnak tekinti a neoretorika a gyermeknyelvet, az affixumhelyettesítést, a szójátékot. Transzmutációs metaplazmus a neoretorikában: kecskerím, anagramma, palindrom.
- A metaplazmus lehet verstani fogalom, a szavak hangalakjának metrikai okokból történő megváltoztatása.